# Dog in the Sand
Dog in the Sand är Frank Blacks tredje album tillsammans med backup-bandet the Catholics. Albumet spelades in live i studio, precis som Blacks två tidigare album, 2000 och släpptes den 30 januari 2001.

## Låtlista
1. "Blast Off"
2. "I've Seen Your Picture"
3. "St. Francis Dam Disaster"
4. "Robert Onion"
5. "Stupid Me"
6. "Bullet"
7. "The Swimmer"
8. "Hermaphroditos"
9. "I'll Be Blue"
10. "Llano del Rio"
11. "If It Takes All Night"
12. "Dog in the Sand"